# Liste der Nummer-eins-Hits in Japan (2015)
Die Liste der japanischen Nummer-eins-Hits enthält die Daten vom 1. Januar 2015 bis zum 31. Dezember 2015. Die letzte Woche im Jahr fällt mit der ersten Woche des neuen Jahres zusammen. Angegeben sind die Verkaufszahlen der jeweiligen Nummer eins in ihrer Woche. Alle Angaben basieren auf den offiziellen japanischen Charts von Oricon.

## Singles
| ← 2014 ← | Liste der Nummer-eins-Hits in Japan | Liste der Nummer-eins-Hits in Japan       | Liste der Nummer-eins-Hits in Japan | 2016 →                    |
| \| Zeitraum \| Wo. ges. \| Interpret \| Titel Autor(en) \| Zusätzliche Informationen \| \| (Zeitraum, Wochen auf Platz eins, Interpret, Titel, Autor[en], zusätzliche Informationen) \| \| \| \| \| \| ----------------------------------------------------------------------------------------- \| -------- \| ----------------------------------------- \| ----------------------------------- \| ------------------------- \| \| 29. Dezember 2014 – 4. Januar 2015 1 Woche \| 1 \| Super Junior \| Mamacita (Ayaya) \| – \| \| 5. Januar 2015 – 11. Januar 2015 1 Woche \| 1 \| Kis-My-Ft2 \| Thank You Jan! \| – \| \| 12. Januar 2015 – 18. Januar 2015 1 Woche \| 1 \| Kamen Joshi \| Genkidane \| – \| \| 19. Januar 2015 – 25. Januar 2015 1 Woche \| 1 \| NEWS \| Kaguya \| – \| \| 26. Januar 2015 – 1. Februar 2015 1 Woche \| 1 \| B’z \| Uchōten \| – \| \| 2. Februar 2015 – 8. Februar 2015 1 Woche \| 1 \| KAT-TUN \| Dead or Alive \| – \| \| 9. Februar 2015 – 15. Februar 2015 1 Woche \| 1 \| 2PM \| Guilty Love \| – \| \| 16. Februar 2015 – 22. Februar 2015 1 Woche \| 1 \| Johnny’s West \| Zun Doko Paradise \| – \| \| 23. Februar 2015 – 1. März 2015 1 Woche \| 1 \| Subaru Shibutani \| Kioku \| – \| \| 2. März 2015 – 8. März 2015 1 Woche \| 1 \| SMAP \| Kareinaru gyakushu \| – \| \| 9. März 2015 – 15. März 2015 1 Woche \| 1 \| Arashi \| Sakura \| – \| \| 16. März 2015 – 22. März 2015 1 Woche \| 1 \| AKB48 \| Green Flash \| – \| \| 23. März 2015 – 29. März 2015 1 Woche \| 1 \| KAT-TUN \| Kiss Kiss Kiss \| – \| \| 30. März 2015 – 5. April 2015 1 Woche \| 1 \| Nogizaka46 \| Inochi wa utsukushi \| – \| \| 6. April 2015 – 12. April 2015 1 Woche \| 1 \| Kis-My-Ft2 \| Kiss damashii \| – \| \| 13. April 2015 – 19. April 2015 1 Woche \| 1 \| SKE48 \| Coquettish jūtai chū \| – \| \| 20. April 2015 – 26. April 2015 1 Woche \| 1 \| Juice=Juice \| Wonderful World / Ça va? Ça va? \| – \| \| 27. April 2015 – 3. Mai 2015 1 Woche \| 1 \| Sandaime J Soul Brothers from Exile Tribe \| Starting Over \| – \| \| 4. Mai 2015 – 10. Mai 2015 1 Woche \| 1 \| HKT48 \| 12 byō \| – \| \| 11. Mai 2015 – 17. Mai 2015 1 Woche \| 1 \| Hey! Say! Jump \| Chau / I Need You \| – \| \| 18. Mai 2015 – 24. Mai 2015 1 Woche \| 1 \| V6 \| Timeless \| – \| \| 25. Mai 2015 – 31. Mai 2015 1 Woche \| 1 \| Arashi \| Aozora no shita, kimi no tonari \| – \| \| 1. Juni 2015 – 14. Juni 2015 2 Wochen \| 2 \| AKB48 \| Bokutachi wa tatakawanai \| – \| \| 15. Juni 2015 – 21. Juni 2015 1 Woche \| 1 \| Kanjani8 \| Tsuyoku tsuyoku tsuyoku \| – \| \| 22. Juni 2015 – 28. Juni 2015 1 Woche \| 1 \| B’z \| Red \| – \| \| 29. Juni 2015 – 5. Juli 2015 1 Woche \| 1 \| BTS \| For You \| – \| \| 6. Juli 2015 – 12. Juli 2015 1 Woche \| 1 \| NEWS \| Chumu Chumu \| – \| \| 13. Juli 2015 – 19. Juli 2015 1 Woche \| 1 \| Sexy Zone \| Cha Cha Cha Champion \| – \| \| 20. Juli 2015 – 26. Juli 2015 1 Woche \| 1 \| Sandaime J Soul Brothers from Exile Tribe \| Summer Madness \| – \| \| 27. Juli 2015 – 2. August 2015 1 Woche \| 1 \| NMB48 \| Durian shōnen \| – \| \| 3. August 2015 – 9. August 2015 1 Woche \| 1 \| Nogizaka46 \| Taiyō nokku \| – \| \| 10. August 2015 – 16. August 2015 1 Woche \| 1 \| Johnny’s West \| Bari hapi \| – \| \| 17. August 2015 – 23. August 2015 1 Woche \| 1 \| Kanjani8 \| Maemuki Scream! \| – \| \| 24. August 2015 – 30. August 2015 1 Woche \| 1 \| SKE48 \| Maenomeri \| – \| \| 31. August 2015 – 6. September 2015 1 Woche \| 1 \| Masaharu Fukuyama \| I Am a Hero \| – \| \| 7. September 2015 – 13. September 2015 1 Woche \| 1 \| AKB48 \| Halloween Night \| – \| \| 14. September 2015 – 20. September 2015 1 Woche \| 1 \| Arashi \| Ai wo sakebe \| – \| \| 21. September 2015 – 27. September 2015 1 Woche \| 1 \| SMAP \| Otherside / Ai ga tomaru made wa \| – \| \| 28. September 2015 – 4. Oktober 2015 1 Woche \| 1 \| Generations from Exile Tribe \| All for You \| – \| \| 5. Oktober 2015 – 11. Oktober 2015 1 Woche \| 1 \| Sekai no Owari \| SOS / Present \| – \| \| 12. Oktober 2015 – 18. Oktober 2015 1 Woche \| 1 \| A.B.C-Z \| Moonlight Walker \| – \| \| 19. Oktober 2015 – 25. Oktober 2015 1 Woche \| 1 \| NMB48 \| Must Be Now \| – \| \| 26. Oktober 2015 – 1. November 2015 1 Woche \| 1 \| Kis-My-Ft2 \| AAO \| – \| \| 2. November 2015 – 8. November 2015 1 Woche \| 1 \| Hey! Say! Jump \| Kimi Attraction \| – \| \| 9. November 2015 – 15. November 2015 1 Woche \| 1 \| Nogizaka46 \| Ima, hanashitai dareka ga iru \| – \| \| 16. November 2015 – 22. November 2015 1 Woche \| 1 \| Exo \| Love Me Right (Romantic Universe) \| – \| \| 23. November 2015 – 29. November 2015 1 Woche \| 1 \| Kis-My-Ft2 \| Saigo mo yappari kimi \| – \| \| 30. November 2015 – 6. Dezember 2015 1 Woche \| 1 \| KinKi Kids \| Yume wo mireba kizutsuku kotomo aru \| – \| \| 7. Dezember 2015 – 13. Dezember 2015 1 Woche \| 1 \| HKT48 feat. Kishidan \| Shekarashika! \| – \| \| 14. Dezember 2015 – 20. Dezember 2015 1 Woche \| 1 \| Kanjani8 \| Samurai Song \| – \| \| 21. Dezember 2015 – 27. Dezember 2015 1 Woche (insgesamt 2) \| 2 \| AKB48 \| Kuchibiru ni Be My Baby \| – \| \| 28. Dezember 2015 – 3. Januar 2016 1 Woche \| 1 \| Sexy Zone \| Colorful Eyes \| – \| |                                     |                                           |                                     |                           |
| ← 2014 |                                     |                                           |                                     | → 2016 →                  |
| Zeitraum | Wo. ges.                            | Interpret                                 | Titel Autor(en)                     | Zusätzliche Informationen |
| (Zeitraum, Wochen auf Platz eins, Interpret, Titel, Autor[en], zusätzliche Informationen) |                                     |                                           |                                     |                           |
| 29. Dezember 2014 – 4. Januar 2015 1 Woche | 1                                   | Super Junior                              | Mamacita (Ayaya)                    | –                         |
| 5. Januar 2015 – 11. Januar 2015 1 Woche | 1                                   | Kis-My-Ft2                                | Thank You Jan!                      | –                         |
| 12. Januar 2015 – 18. Januar 2015 1 Woche | 1                                   | Kamen Joshi                               | Genkidane                           | –                         |
| 19. Januar 2015 – 25. Januar 2015 1 Woche | 1                                   | NEWS                                      | Kaguya                              | –                         |
| 26. Januar 2015 – 1. Februar 2015 1 Woche | 1                                   | B’z                                       | Uchōten                             | –                         |
| 2. Februar 2015 – 8. Februar 2015 1 Woche | 1                                   | KAT-TUN                                   | Dead or Alive                       | –                         |
| 9. Februar 2015 – 15. Februar 2015 1 Woche | 1                                   | 2PM                                       | Guilty Love                         | –                         |
| 16. Februar 2015 – 22. Februar 2015 1 Woche | 1                                   | Johnny’s West                             | Zun Doko Paradise                   | –                         |
| 23. Februar 2015 – 1. März 2015 1 Woche | 1                                   | Subaru Shibutani                          | Kioku                               | –                         |
| 2. März 2015 – 8. März 2015 1 Woche | 1                                   | SMAP                                      | Kareinaru gyakushu                  | –                         |
| 9. März 2015 – 15. März 2015 1 Woche | 1                                   | Arashi                                    | Sakura                              | –                         |
| 16. März 2015 – 22. März 2015 1 Woche | 1                                   | AKB48                                     | Green Flash                         | –                         |
| 23. März 2015 – 29. März 2015 1 Woche | 1                                   | KAT-TUN                                   | Kiss Kiss Kiss                      | –                         |
| 30. März 2015 – 5. April 2015 1 Woche | 1                                   | Nogizaka46                                | Inochi wa utsukushi                 | –                         |
| 6. April 2015 – 12. April 2015 1 Woche | 1                                   | Kis-My-Ft2                                | Kiss damashii                       | –                         |
| 13. April 2015 – 19. April 2015 1 Woche | 1                                   | SKE48                                     | Coquettish jūtai chū                | –                         |
| 20. April 2015 – 26. April 2015 1 Woche | 1                                   | Juice=Juice                               | Wonderful World / Ça va? Ça va?     | –                         |
| 27. April 2015 – 3. Mai 2015 1 Woche | 1                                   | Sandaime J Soul Brothers from Exile Tribe | Starting Over                       | –                         |
| 4. Mai 2015 – 10. Mai 2015 1 Woche | 1                                   | HKT48                                     | 12 byō                              | –                         |
| 11. Mai 2015 – 17. Mai 2015 1 Woche | 1                                   | Hey! Say! Jump                            | Chau / I Need You                   | –                         |
| 18. Mai 2015 – 24. Mai 2015 1 Woche | 1                                   | V6                                        | Timeless                            | –                         |
| 25. Mai 2015 – 31. Mai 2015 1 Woche | 1                                   | Arashi                                    | Aozora no shita, kimi no tonari     | –                         |
| 1. Juni 2015 – 14. Juni 2015 2 Wochen | 2                                   | AKB48                                     | Bokutachi wa tatakawanai            | –                         |
| 15. Juni 2015 – 21. Juni 2015 1 Woche | 1                                   | Kanjani8                                  | Tsuyoku tsuyoku tsuyoku             | –                         |
| 22. Juni 2015 – 28. Juni 2015 1 Woche | 1                                   | B’z                                       | Red                                 | –                         |
| 29. Juni 2015 – 5. Juli 2015 1 Woche | 1                                   | BTS                                       | For You                             | –                         |
| 6. Juli 2015 – 12. Juli 2015 1 Woche | 1                                   | NEWS                                      | Chumu Chumu                         | –                         |
| 13. Juli 2015 – 19. Juli 2015 1 Woche | 1                                   | Sexy Zone                                 | Cha Cha Cha Champion                | –                         |
| 20. Juli 2015 – 26. Juli 2015 1 Woche | 1                                   | Sandaime J Soul Brothers from Exile Tribe | Summer Madness                      | –                         |
| 27. Juli 2015 – 2. August 2015 1 Woche | 1                                   | NMB48                                     | Durian shōnen                       | –                         |
| 3. August 2015 – 9. August 2015 1 Woche | 1                                   | Nogizaka46                                | Taiyō nokku                         | –                         |
| 10. August 2015 – 16. August 2015 1 Woche | 1                                   | Johnny’s West                             | Bari hapi                           | –                         |
| 17. August 2015 – 23. August 2015 1 Woche | 1                                   | Kanjani8                                  | Maemuki Scream!                     | –                         |
| 24. August 2015 – 30. August 2015 1 Woche | 1                                   | SKE48                                     | Maenomeri                           | –                         |
| 31. August 2015 – 6. September 2015 1 Woche | 1                                   | Masaharu Fukuyama                         | I Am a Hero                         | –                         |
| 7. September 2015 – 13. September 2015 1 Woche | 1                                   | AKB48                                     | Halloween Night                     | –                         |
| 14. September 2015 – 20. September 2015 1 Woche | 1                                   | Arashi                                    | Ai wo sakebe                        | –                         |
| 21. September 2015 – 27. September 2015 1 Woche | 1                                   | SMAP                                      | Otherside / Ai ga tomaru made wa    | –                         |
| 28. September 2015 – 4. Oktober 2015 1 Woche | 1                                   | Generations from Exile Tribe              | All for You                         | –                         |
| 5. Oktober 2015 – 11. Oktober 2015 1 Woche | 1                                   | Sekai no Owari                            | SOS / Present                       | –                         |
| 12. Oktober 2015 – 18. Oktober 2015 1 Woche | 1                                   | A.B.C-Z                                   | Moonlight Walker                    | –                         |
| 19. Oktober 2015 – 25. Oktober 2015 1 Woche | 1                                   | NMB48                                     | Must Be Now                         | –                         |
| 26. Oktober 2015 – 1. November 2015 1 Woche | 1                                   | Kis-My-Ft2                                | AAO                                 | –                         |
| 2. November 2015 – 8. November 2015 1 Woche | 1                                   | Hey! Say! Jump                            | Kimi Attraction                     | –                         |
| 9. November 2015 – 15. November 2015 1 Woche | 1                                   | Nogizaka46                                | Ima, hanashitai dareka ga iru       | –                         |
| 16. November 2015 – 22. November 2015 1 Woche | 1                                   | Exo                                       | Love Me Right (Romantic Universe)   | –                         |
| 23. November 2015 – 29. November 2015 1 Woche | 1                                   | Kis-My-Ft2                                | Saigo mo yappari kimi               | –                         |
| 30. November 2015 – 6. Dezember 2015 1 Woche | 1                                   | KinKi Kids                                | Yume wo mireba kizutsuku kotomo aru | –                         |
| 7. Dezember 2015 – 13. Dezember 2015 1 Woche | 1                                   | HKT48 feat. Kishidan                      | Shekarashika!                       | –                         |
| 14. Dezember 2015 – 20. Dezember 2015 1 Woche | 1                                   | Kanjani8                                  | Samurai Song                        | –                         |
| 21. Dezember 2015 – 27. Dezember 2015 1 Woche (insgesamt 2) | 2                                   | AKB48                                     | Kuchibiru ni Be My Baby             | –                         |
| 28. Dezember 2015 – 3. Januar 2016 1 Woche | 1                                   | Sexy Zone                                 | Colorful Eyes                       | –                         |

## Alben
| ← 2014 ← | Liste der Nummer-eins-Hits in Japan | Liste der Nummer-eins-Hits in Japan       | Liste der Nummer-eins-Hits in Japan   | 2016 →                    |
| \| Zeitraum \| Wo. ges. \| Interpret \| Titel \| Zusätzliche Informationen \| \| (Zeitraum, Wochen auf Platz eins, Interpret, Titel, zusätzliche Informationen) \| \| \| \| \| \| ------------------------------------------------------------------------------ \| -------- \| ----------------------------------------- \| ------------------------------------- \| ------------------------- \| \| 29. Dezember 2014 – 4. Januar 2015 1 Woche \| 1 \| TVXQ \| With \| – \| \| 5. Januar 2015 – 11. Januar 2015 1 Woche \| 1 \| Ikimono Gakari \| Fun! Fun! Fanfare! \| – \| \| 12. Januar 2015 – 18. Januar 2015 1 Woche \| 1 \| E-girls \| E. G. Time \| – \| \| 19. Januar 2015 – 25. Januar 2015 1 Woche \| 1 \| Nogizaka46 \| Tōmei na iro \| – \| \| 26. Januar 2015 – 1. Februar 2015 1 Woche \| 1 \| Sekai no Owari \| Tree \| – \| \| 2. Februar 2015 – 8. Februar 2015 1 Woche \| 1 \| AKB48 \| Koko ga rhodes da, koko de tobe! \| – \| \| 9. Februar 2015 – 22. Februar 2015 2 Wochen \| 2 \| Sandaime J Soul Brothers from Exile Tribe \| Planet Seven \| – \| \| 23. Februar 2015 – 1. März 2015 1 Woche \| 1 \| One Ok Rock \| 35xxxv \| – \| \| 2. März 2015 – 8. März 2015 1 Woche \| 1 \| Generations from Exile Tribe \| Generation Ex \| – \| \| 9. März 2015 – 15. März 2015 1 Woche \| 1 \| NEWS \| White \| – \| \| 16. März 2015 – 22. März 2015 1 Woche \| 1 \| B’z \| Epic Day \| – \| \| 23. März 2015 – 29. März 2015 1 Woche \| 1 \| Sexy Zone \| Sexy Power 3 \| – \| \| 30. März 2015 – 5. April 2015 1 Woche \| 1 \| Kumi Kōda \| Walk of My Life \| – \| \| 6. April 2015 – 12. April 2015 1 Woche \| 1 \| Exile \| 19: Road to Amazing World \| – \| \| 13. April 2015 – 19. April 2015 1 Woche \| 1 \| Southern All Stars \| Budō \| – \| \| 20. April 2015 – 26. April 2015 1 Woche \| 1 \| Masaharu Fukuyama \| Tama riku \| – \| \| 27. April 2015 – 3. Mai 2015 1 Woche \| 1 \| 2PM \| 2PM of 2PM \| – \| \| 4. Mai 2015 – 10. Mai 2015 1 Woche \| 1 \| Johnny’s West \| Paripipo \| – \| \| 11. Mai 2015 – 24. Mai 2015 2 Wochen \| 2 \| Shōgo Hamada \| Journey of a Songwriter \| – \| \| 25. Mai 2015 – 31. Mai 2015 1 Woche \| 1 \| A.B.C-Z \| A.B.Sea Market \| – \| \| 1. Juni 2015 – 7. Juni 2015 1 Woche \| 1 \| Tsuyoshi Domoto \| Tu \| – \| \| 8. Juni 2015 – 14. Juni 2015 1 Woche \| 1 \| μ’s \| Best Album – Best Live! Collection II \| – \| \| 15. Juni 2015 – 21. Juni 2015 1 Woche \| 1 \| Mr. Children \| Reflection \| – \| \| 22. Juni 2015 – 28. Juni 2015 1 Woche \| 1 \| Namie Amuro \| Genic \| – \| \| 29. Juni 2015 – 5. Juli 2015 1 Woche \| 1 \| Golden Bomber \| No Music, No Weapon \| – \| \| 6. Juli 2015 – 12. Juli 2015 1 Woche \| 1 \| Hey! Say! Jump \| Jumping Car \| – \| \| 13. Juli 2015 – 19. Juli 2015 1 Woche \| 1 \| Kis-My-Ft2 \| Kis-My-World \| – \| \| 20. Juli 2015 – 9. August 2015 3 Wochen (insgesamt 6) \| 6 \| Dreams Come True \| The Best! \| – \| \| 10. August 2015 – 16. August 2015 1 Woche \| 1 \| V6 \| Super – Very Best \| – \| \| 17. August 2015 – 30. August 2015 2 Wochen (insgesamt 6) \| 6 \| Dreams Come True \| The Best! \| – \| \| 31. August 2015 – 6. September 2015 1 Woche \| 1 \| Porno Graffitti \| Rhinoceros \| – \| \| 7. September 2015 – 13. September 2015 1 Woche (insgesamt 6) \| 6 \| Dreams Come True \| The Best! \| – \| \| 14. September 2015 – 20. September 2015 1 Woche \| 1 \| Wagakki Band \| Yasō emaki \| – \| \| 21. September 2015 – 27. September 2015 1 Woche \| 1 \| Yuzu \| Ninin san kyaku 2015.08.16 \| – \| \| 28. September 2015 – 4. Oktober 2015 1 Woche \| 1 \| AAA \| AAA 10th Anniversary Best \| – \| \| 5. Oktober 2015 – 11. Oktober 2015 1 Woche \| 1 \| Exile Takahiro \| The Visionalux \| – \| \| 5. Oktober 2015 – 11. Oktober 2015 1 Woche \| 1 \| Exile Takahiro \| The Visionalux \| – \| \| 12. Oktober 2015 – 18. Oktober 2015 1 Woche \| 1 \| CN Blue \| Colors \| – \| \| 19. Oktober 2015 – 25. Oktober 2015 1 Woche \| 1 \| Kenshi Yonezu \| Bremen \| – \| \| 26. Oktober 2015 – 1. November 2015 1 Woche \| 1 \| French Kiss \| French Kiss \| – \| \| 2. November 2015 – 15. November 2015 2 Wochen \| 2 \| Arashi \| Japonism \| – \| \| 16. November 2015 – 22. November 2015 1 Woche \| 1 \| The Beatles \| 1 \| – \| \| 23. November 2015 – 29. November 2015 1 Woche \| 1 \| Kanjani8 \| Kanjani8 – No genki ga deru \| – \| \| 30. November 2015 – 13. Dezember 2015 2 Wochen \| 2 \| AKB48 \| 0 to 1 no aida \| – \| \| 14. Dezember 2015 – 20. Dezember 2015 1 Woche \| 1 \| Gen Hoshino \| Yellow Dancer \| – \| \| 21. Dezember 2015 – 3. Januar 2016 2 Wochen \| 2 \| Back Number \| Chandelier \| – \| |                                     |                                           |                                       |                           |
| ← 2014 |                                     |                                           |                                       | → 2016 →                  |
| Zeitraum | Wo. ges.                            | Interpret                                 | Titel                                 | Zusätzliche Informationen |
| (Zeitraum, Wochen auf Platz eins, Interpret, Titel, zusätzliche Informationen) |                                     |                                           |                                       |                           |
| 29. Dezember 2014 – 4. Januar 2015 1 Woche | 1                                   | TVXQ                                      | With                                  | –                         |
| 5. Januar 2015 – 11. Januar 2015 1 Woche | 1                                   | Ikimono Gakari                            | Fun! Fun! Fanfare!                    | –                         |
| 12. Januar 2015 – 18. Januar 2015 1 Woche | 1                                   | E-girls                                   | E. G. Time                            | –                         |
| 19. Januar 2015 – 25. Januar 2015 1 Woche | 1                                   | Nogizaka46                                | Tōmei na iro                          | –                         |
| 26. Januar 2015 – 1. Februar 2015 1 Woche | 1                                   | Sekai no Owari                            | Tree                                  | –                         |
| 2. Februar 2015 – 8. Februar 2015 1 Woche | 1                                   | AKB48                                     | Koko ga rhodes da, koko de tobe!      | –                         |
| 9. Februar 2015 – 22. Februar 2015 2 Wochen | 2                                   | Sandaime J Soul Brothers from Exile Tribe | Planet Seven                          | –                         |
| 23. Februar 2015 – 1. März 2015 1 Woche | 1                                   | One Ok Rock                               | 35xxxv                                | –                         |
| 2. März 2015 – 8. März 2015 1 Woche | 1                                   | Generations from Exile Tribe              | Generation Ex                         | –                         |
| 9. März 2015 – 15. März 2015 1 Woche | 1                                   | NEWS                                      | White                                 | –                         |
| 16. März 2015 – 22. März 2015 1 Woche | 1                                   | B’z                                       | Epic Day                              | –                         |
| 23. März 2015 – 29. März 2015 1 Woche | 1                                   | Sexy Zone                                 | Sexy Power 3                          | –                         |
| 30. März 2015 – 5. April 2015 1 Woche | 1                                   | Kumi Kōda                                 | Walk of My Life                       | –                         |
| 6. April 2015 – 12. April 2015 1 Woche | 1                                   | Exile                                     | 19: Road to Amazing World             | –                         |
| 13. April 2015 – 19. April 2015 1 Woche | 1                                   | Southern All Stars                        | Budō                                  | –                         |
| 20. April 2015 – 26. April 2015 1 Woche | 1                                   | Masaharu Fukuyama                         | Tama riku                             | –                         |
| 27. April 2015 – 3. Mai 2015 1 Woche | 1                                   | 2PM                                       | 2PM of 2PM                            | –                         |
| 4. Mai 2015 – 10. Mai 2015 1 Woche | 1                                   | Johnny’s West                             | Paripipo                              | –                         |
| 11. Mai 2015 – 24. Mai 2015 2 Wochen | 2                                   | Shōgo Hamada                              | Journey of a Songwriter               | –                         |
| 25. Mai 2015 – 31. Mai 2015 1 Woche | 1                                   | A.B.C-Z                                   | A.B.Sea Market                        | –                         |
| 1. Juni 2015 – 7. Juni 2015 1 Woche | 1                                   | Tsuyoshi Domoto                           | Tu                                    | –                         |
| 8. Juni 2015 – 14. Juni 2015 1 Woche | 1                                   | μ’s                                       | Best Album – Best Live! Collection II | –                         |
| 15. Juni 2015 – 21. Juni 2015 1 Woche | 1                                   | Mr. Children                              | Reflection                            | –                         |
| 22. Juni 2015 – 28. Juni 2015 1 Woche | 1                                   | Namie Amuro                               | Genic                                 | –                         |
| 29. Juni 2015 – 5. Juli 2015 1 Woche | 1                                   | Golden Bomber                             | No Music, No Weapon                   | –                         |
| 6. Juli 2015 – 12. Juli 2015 1 Woche | 1                                   | Hey! Say! Jump                            | Jumping Car                           | –                         |
| 13. Juli 2015 – 19. Juli 2015 1 Woche | 1                                   | Kis-My-Ft2                                | Kis-My-World                          | –                         |
| 20. Juli 2015 – 9. August 2015 3 Wochen (insgesamt 6) | 6                                   | Dreams Come True                          | The Best!                             | –                         |
| 10. August 2015 – 16. August 2015 1 Woche | 1                                   | V6                                        | Super – Very Best                     | –                         |
| 17. August 2015 – 30. August 2015 2 Wochen (insgesamt 6) | 6                                   | Dreams Come True                          | The Best!                             | –                         |
| 31. August 2015 – 6. September 2015 1 Woche | 1                                   | Porno Graffitti                           | Rhinoceros                            | –                         |
| 7. September 2015 – 13. September 2015 1 Woche (insgesamt 6) | 6                                   | Dreams Come True                          | The Best!                             | –                         |
| 14. September 2015 – 20. September 2015 1 Woche | 1                                   | Wagakki Band                              | Yasō emaki                            | –                         |
| 21. September 2015 – 27. September 2015 1 Woche | 1                                   | Yuzu                                      | Ninin san kyaku 2015.08.16            | –                         |
| 28. September 2015 – 4. Oktober 2015 1 Woche | 1                                   | AAA                                       | AAA 10th Anniversary Best             | –                         |
| 5. Oktober 2015 – 11. Oktober 2015 1 Woche | 1                                   | Exile Takahiro                            | The Visionalux                        | –                         |
| 5. Oktober 2015 – 11. Oktober 2015 1 Woche | 1                                   | Exile Takahiro                            | The Visionalux                        | –                         |
| 12. Oktober 2015 – 18. Oktober 2015 1 Woche | 1                                   | CN Blue                                   | Colors                                | –                         |
| 19. Oktober 2015 – 25. Oktober 2015 1 Woche | 1                                   | Kenshi Yonezu                             | Bremen                                | –                         |
| 26. Oktober 2015 – 1. November 2015 1 Woche | 1                                   | French Kiss                               | French Kiss                           | –                         |
| 2. November 2015 – 15. November 2015 2 Wochen | 2                                   | Arashi                                    | Japonism                              | –                         |
| 16. November 2015 – 22. November 2015 1 Woche | 1                                   | The Beatles                               | 1                                     | –                         |
| 23. November 2015 – 29. November 2015 1 Woche | 1                                   | Kanjani8                                  | Kanjani8 – No genki ga deru           | –                         |
| 30. November 2015 – 13. Dezember 2015 2 Wochen | 2                                   | AKB48                                     | 0 to 1 no aida                        | –                         |
| 14. Dezember 2015 – 20. Dezember 2015 1 Woche | 1                                   | Gen Hoshino                               | Yellow Dancer                         | –                         |
| 21. Dezember 2015 – 3. Januar 2016 2 Wochen | 2                                   | Back Number                               | Chandelier                            | –                         |